# Синьчжэн
Синьчжэ́н (кит. упр. 新郑, пиньинь Xīnzhèng) — городской уезд городского округа Чжэнчжоу провинции Хэнань (КНР). Название означает «новый Чжэн» и связано с тем, что здесь находилась вторая столица царства Чжэн.

## История
Эти места считаются «родиной китайской нации»; считается, что здесь находилась столица легендарного Жёлтого императора. В 770 году до н. э. царство Чжэн перенесло сюда столицу из Сяньлиня, тоже назвав её «Чжэн». Когда царство Чжэн было завоёвано царством Хань, то в связи с важностью местоположения оно тоже перенесло сюда свою столицу; на этой местности был создан уезд Чжэнсянь (郑县).
Когда в 221 году до н. э. царство Цинь впервые в истории объединило Китай в единое государство, то в связи с тем, что на территории современной провинции Шэньси уже существовал уезд Чжэн, этот уезд был переименован в Синьчжэн (新郑县, «новый Чжэн»); также на территории современного Синьчжэна находился уезд Юаньлин (苑陵县). Уезды Синьчжэн и Юаньлин были подчинены округу Инчуань (颍川郡), а потом — округу Хэнань (河南郡). Во времена диктатуры Ван Мана уезд Юаньлин был переименован в Цзотин (左亭县), но при империи Восточная Хань уезду было возвращено прежнее название. При империи Цзинь в 226 году уезд Синьчжэн был присоединён к уезду Юаньлин. При империи Суй в 596 году был вновь создан уезд Синьчжэн, а затем уезд Юаньлин был присоединён к уезду Синьчжэн. При империи Тан в 621 году уезд Синьчжэн был разделён на уезды Синьчжэн и Цинчи (清池县), но в 627 году уезд Цинчи был вновь присоединён к уезду Синьчжэн.
В 1949 году был образован Специальный район Чжэнчжоу (郑州专区) в составе восьми уездов, и уезд вошёл в его состав. В 1954 году правление специального района переехало в Кайфэн, и он стал называться Специальный район Кайфэн (开封专区). В 1958 году уезд был передан из Специального района Кайфэн в состав городского округа Чжэнчжоу, но в 1961 году опять возвращён в состав Специального района Кайфэн. В 1970 году Специальный район Кайфэн был переименован в Округ Кайфэн (开封地区). В 1983 году Округ Кайфэн был расформирован, и уезд был опять передан в состав городского округа Чжэнчжоу.
В 1994 году уезд Синьчжэн был преобразован в городской уезд.

## Административное деление
Городской уезд делится на 3 уличных комитета, 9 посёлков и 3 волости.

## Экономика
Комплексная бондовая зона Синьчжэн — крупный центр логистики и электронной коммерции.

## Транспорт
В районе расположен международный аэропорт Чжэнчжоу Синьчжэн.